# Larus delawarensis
La gaviota de Delaware (Larus delawarensis) es una especie de ave Charadriiforme de la familia Laridae. Tiene el dorso de color gris perla y una franja negra en el extremo del pico. Anida en ruidosas colonias, a menudo junto a un lago o embalse, aunque en invierno suele anidar en la costa. Busca su comida allí donde surge la oportunidad, capturando peces, invertebrados en el suelo o buscando carroña.